# My Super Psycho Sweet 16: Part 2
My Super Sweet 16 Psycho: Part 2 é a sequência do telefilme de terror adolescente americano, com base no programa da MTV, My Super Sweet Sixteen. É continuação do também telefilme My Super Psycho Sweet 16.
No Brasil, foi exibido na TV aberta pela Rede Bandeirantes, em 2015.

## Sinopse
Dirigido por Jacob Gentry, o filme segue Skye Rotter (Lauren McKnight), em sua jornada para desaparecer da vida de seus amigos tentando se esquecer do horrível massacre Roller-Dome. A polícia está agora à procura de como ela é a única que realmente sabe o que aconteceu com Madison Penrose (Julianna Guill). Agora, ela encontra uma nova vida quando ela passa a morar com sua mãe, e novo marido de sua mãe e sua filha Alex (Kirsten Prout). Sem saber que o assassino, que é o pai de Skye tem volta a causar estragos em sua nova vida.

## Elenco
| Ator            | Personagem         | Informação                                  |
| --------------- | ------------------ | ------------------------------------------- |
| Lauren McKnight | Skye Rotter        | Personagem Principal, Filha do Assassino    |
| Chris Zylka     | Brigg              | Interesse amoroso de Skye do primeiro filme |
| Matt Angel      | Derek              | Melhor amigo de Skye                        |
| Myndy Crist     | Carolyn Bell       | Mãe de Skye e Alex                          |
| Kirsten Prout   | Alex Bell          | Irmã de Skye                                |
| Stella Maeve    | Zoe                | Vilã, amiga de Alex                         |
| Gina Rodriguez  | Courtney           | Namorada de Derek, rival da Skye            |
| Alex Van        | Charlie Rotter     | Pai de Skye, assassinado                    |
| Julianna Guill  | Madison Penrose    | Figurinista                                 |
| Devin Keaton    | James (aka "Jams") | Interesse amoroso de Alex                   |